# Morille
Morille és un municipi a la província de Salamanca (comunitat autònoma de Castella i Lleó). Limita al nord amb els municipis de Mozárbez, a l'est amb Buenavista, al sud amb Monterrubio de la Sierra i a l'oest amb San Pedro de Rozados.
| 1991 | 1996 | 2001 | 2004 |
| ---- | ---- | ---- | ---- |
| 194  | 202  | 173  | 213  |